# All Japan Women's Pro-Wrestling
Ne doit pas être confondu avec All Japan Pro Wrestling.
Pour les articles homonymes, voir AJW.
La All Japan Women's Pro-Wrestling (AJW) est une fédération de catch (lutte professionnelle) féminine japonaise. Elle est fondée par Takashi Matsunaga et ses trois autres frères en 1968.
Cette fédération est l'unique fédération de catch féminin notable de sa fondation jusqu'à la deuxième moitié des années 1990.

## Histoire

### Contexte de la création de la fédération
Le 10 novembre 1954, la catcheuse américaine Mildred Burke commence une tournée au Japon avec d'autres catcheuses américaines dont Johnnie Mae Young. Burke popularise le catch féminin au Japon avec beaucoup de spectacles dans des bases militaires américaines diffusés sur Nippon TV. Un de ces spectacle a lieu au Kuramae Kokugikan (en) devant 13 000 spectateurs.
Cette tournée de Burke a un impact sur le catch féminin au Japon puisque diverses fédérations de catch se créé. Parmi toutes ces fédérations il y a la All Japan Woman’s Pro Wrestling Association dont la catcheuse vedette est Reiko Yoshiba, la sœur des frères Matsunaga. Cette fédération parvient à racheter d'autres fédération de Tokyo, Hiroshima et d'Osaka et renomme leur entreprise en All Japan Women's Pro-Wrestling. Cette fédération organise son premier spectacle le 10 septembre 1955 au Kokusai Stadium de Tokyo et s'avère être un succès commercial puisqu'il a lieu à guichet fermé. Cependant, les dirigeants décident de privilégier la beauté et le charisme des catcheuses au talent sur le ring et la fédération disparaît en septembre 1959.

### Création de laAll Japan Women's Pro-Wrestling
En avril 1967, les frères Matsunaga qui ont auparavant organisé des combats opposant des catcheurs à des boxeurs lancent la Japan’s Woman’s Pro Wrestling Association dirigé par Touichi Mannen et dont Takashi Matsunaga est l'entraîneur du dojo. Ils organisent leur premier spectacle le 29 avril au Tait Ward Gym de Tokyo devant 5 000 spectateurs. Un an après la création de leur fédération, ils font venir la championne du monde féminine de la National Wrestling Alliance The Fabulous Moolah au Japon et elle perd son titre face à Yukiko Tomoe le 10 mars 1968 avant de le récupérer le 2 avril,.
Par la suite les frères Matsunaga quittent cette fédération pour fonder la All Japan Women's Pro-Wrestling (AJW) avec 17 catcheuses. Le premier spectacle de l'AJW a lieu le 4 juin 1968 et est diffusé sur . Ils obtiennent le soutien du magazine Daily Sports. En septembre, des catcheuses américaines viennent lutter à l'AJW, cela rend l'AJW plus attractive et les frères Matsunaga obtiennent un contrat avec Fuji TV pour diffuser leur spectacles puis obtiennent le droit d'utiliser le championnat du monde de la World Women's Wrestling Association (WWWA), un championnat de catch géré par Mildred Burke.